# Edward T. Lewis

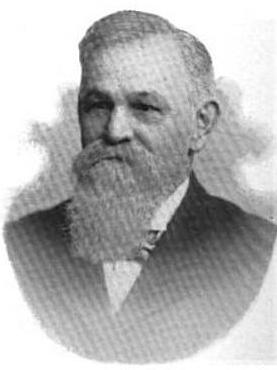
Edward T. Lewis

Edward Taylor Lewis (* 26. Oktober 1834 in Opelousas, Louisiana; † 26. April 1927 ebenda) war ein US-amerikanischer Politiker. Zwischen 1883 und 1885 vertrat er den Bundesstaat Louisiana im US-Repräsentantenhaus.

## Werdegang
Edward Lewis genoss zunächst eine private Ausbildung. Danach besuchte er die Wesleyan University in Delaware (Ohio). Nach einem anschließenden Jurastudium und seiner im Jahr 1859 erfolgten Zulassung als Rechtsanwalt begann er in Opelousas in diesem Beruf zu arbeiten. Während des Bürgerkrieges stieg er im Heer der Konföderierten Staaten vom einfachen Soldaten bis zum Hauptmann einer Kavallerieeinheit auf.
Nach dem Krieg begann er als Mitglied der Demokratischen Partei eine politische Laufbahn. Zwischen 1865 und 1867 war er Abgeordneter im Repräsentantenhaus von Louisiana. Bei den Kongresswahlen des Jahres 1882 wurde eigentlich Andrew Herron als Kandidat der Demokratischen Partei im sechsten Wahlbezirk von Louisiana in das US-Repräsentantenhaus in Washington, D.C. gewählt. Da dieser aber verstarb, wurde am 15. Februar 1883 eine Nachwahl abgehalten, die Edward für sich entschied. So konnte er am 4. März das zuvor von Edward White Robertson ausgeübte Mandat übernehmen. Da er im Jahr 1884 von seiner Partei nicht für die Wiederwahl nominiert wurde, konnte er bis zum 3. März 1885 nur eine Legislaturperiode im Kongress absolvieren.
Zwischen 1887 und 1892 war Edward Lewis Richter im fünften Gerichtsbezirk von Louisiana. In den Jahren 1886 bis 1888 war er noch einmal Abgeordneter im Repräsentantenhaus seines Staates. Bis 1908 bekleidete Lewis in Louisiana weitere Richterstellen; danach arbeitete er wieder als Anwalt. Er starb am 26. April 1927 in seinem Geburtsort Opelousas.